# جون باول كينغ
جون باول كينغ (بالإنجليزية: John Paul King)‏ هو لاعب قذف أيرلندي، ولد في 1982 في Newtownshandrum ‏ في جمهورية أيرلندا.